# 賴正鎰
賴正鎰（1958年4月5日—），生於臺灣雲林縣，其父為賴秋新，母為賴簡紡。畢業於南臺科大電機工程系，曾任中華民國觀光旅館公會理事長、中華民國建築公會全聯會副理事長、台灣省建築公會理事長、全國商業總會理事長，現任全國商業總會主席，鄉林建設董事長。
2025年5月，與洪秀柱、旺旺集團董事長蔡衍明、旺旺中時媒體集團副董事長周錫瑋等人至北京參加「海峽兩岸中華文化峰會」與「兩岸媒體人峰會」，並於人民大會堂會見中國全國政協主席王滬寧、國台辦主任宋濤等人。

## 作品節選
- . 寶瓶文化. 2003. ISBN 978-986-7883-27-8.

## 參看
- 鄉林建設